# Suffasia tumegaster
Suffasia tumegaster là một loài nhện trong họ Zodariidae.
Loài này thuộc chi Suffasia. Suffasia tumegaster được Rudy Jocqué miêu tả năm 1992.